# Фьямминго, Паоло
Паувель Франк, Паувелс Франк, известный в Италии как Паоло Фьямминго или Паоло Франчески (нидерл. Pauwels Franck; итал. Paolo Fiammingo, Paolo Franceschi; 1540, Антверпен — 20 декабря 1596, Венеция) — фламандский живописец, который после обучения в Антверпене большую часть своей жизни работал в Венеции, отсюда его итальянское прозвание «Фьямминго» (Фламандец). Маньерист. Известен пейзажами с мифологическими и аллегорическими сценами. Ученик Тинторетто, испытал влияние Паоло Веронезе и Якопо Бассано. Фьямминго не работал в Праге, но его творчество связано с искусством «рудольфинцев», поскольку с 1573 года он выполнял заказы императора Рудольфа II.

## Биография
Сведений о ранней жизни и обучении художника сохранилось крайне мало. Исходя из венецианского документа 1648 года, в котором говорится, что он умер в возрасте пятидесяти шести лет, считается, что он родился около 1540 года. Местом рождения, вероятно, был Антверпен, поскольку в 1561 году Паувель стал членом антверпенской Гильдии Святого Луки. Точные даты и подробности его поездки в Италию также неизвестны. Считается, что он проезжал через Флоренцию, где общался с художниками, работавшими в мастерской Франческо I Медичи, великого герцога Тосканского.
Паувель Франк в 1573 году поселился в Венеции. С 1584 года и до своей смерти художник состоял в Братстве венецианских живописцев (La fraglia dei pittori di Venezia). Но, вероятно, он был помощником в мастерской Тинторетто уже в 1560-х годах. Около 1565 года он сотрудничал с выдающимся венецианцем в создании больших картин для нового зала Дворца дожей. Позднее он открыл собственную мастерскую в Венеции и специализировался на написании пейзажей, в которых старая фламандская традиция соединялась с венецианской.
Паоло Фьямминго под своим новым итальянским именем выполнял заказы, поступавшие к нему из многих стран Европы. Между 1578 и 1580 годами для банкира Ганса Фуггера из Аугсбурга художник написал несколько серий картин для украшения замка Кирххайм в Баварии, летней резиденции семьи Фуггеров. Одновременно он, по-видимому, создавал повторения многих композиций, созданных по заказам Фуггеров. Считается, что он написал в общей сложности тридцать семь картин по заказам этой семьи. Другим важным заказом была картина, изображающая Меркурия, возносящего Добродетель, в серии «Семь планет» для Фондако деи Тедески (Немецкого подворья) на Гранд-канале в Венеции. Другие картины этой же серии были созданы Тинторетто и другими выдающимися мастерами, такими как Паоло Веронезе и Якопо Пальмой Младшим.

## Творчество
Паоло Фьямминго писал типично пасторальные пейзажи, но в основном известен картинами на аллегорические и мифологические сюжеты. Последние были отчасти вдохновлены выдающимся творчеством Джорджоне, но были переработаны Фьямминго с присущей ему мягкостью и изяществом. Эти пейзажи предвосхищают новую итало-фламандскую школу, позже связанную с Паулем Брилем и Яном Брейгелем Старшим.
Одним из заказов Фуггера, над которым Фьямминго работал между 1580 и 1592 годами, была серия из двенадцати картин, изображающих «Четыре возраста человека». Иконография этой серии была заимствована из «Метаморфоз» Овидия (I: 89-150), но в новой редакции темы показано как земной рай Золотого века через Серебряный и Бронзовый века превратился алчность воинственного Железного века.
Другой серией, созданной для Фуггеров, была серия, в которой представлены «Семь планет». Серия завершена композицией «Триумф добродетели над пороками» (аукцион Сотбис в Лондоне 6 июля 2011 года). Группа пороков в образе обнажённых женских фигур окружена олицетворением четырёх добродетелей и пяти философов или святых людей. Другая женская фигура олицетворяет суд и Торжество Добродетелей над Пороками.
Серия аллегорий «Четырёх стихий», созданных для Фуггеров, утрачена, но другие серии и реплики этих аллегорий ещё существуют. Полная серия была продана на аукционе Сотбис 5 декабря 2007 года. Ещё одна аллегорическая тема, трактуемая художником, — тема четырёх времён года. Картины этой серии хранятся в коллекции музея Прадо в Мадриде, они иллюстрируют четыре времени года, как обычно, через сезонные работы и сельские пейзажи.
Среди шедевров художника — четыре картины «Аллегории любви» (ок. 1585, Музей истории искусств, Вена): «Лето любви», «Наказание за любовь», «Взаимная любовь» и «Любовь в золотом веке». Последние две картины стали известны благодаря гравюрам Агостино Карраччи.
Начиная с 1590 года пейзажи стали наиболее важной частью творчества художника. Известно, что он писал пейзажный фон для композиций Тинторетто и Мартена де Воса. В его пейзажных композициях сочетаются традиции североевропейской пейзажной живописи с венецианскими живописными приёмами. Его манера письма свободна, а палитра явно венецианская, в основном тёплых тонов, в которых преобладают коричневый, красный и розовый. Примером может служить «Пейзаж с нимфами, ловящими рыбу» (Пинакотека, Виченца). Основной темой композиции можно считать аллегорию воды. Изобилие природы, изображённой с большой точностью, раскрывает фламандский характер художника, но он смягчён очевидным венецианским влиянием, в частности влиянием Тинторетто, особенно в ракурсах движений фигур.

## Галерея

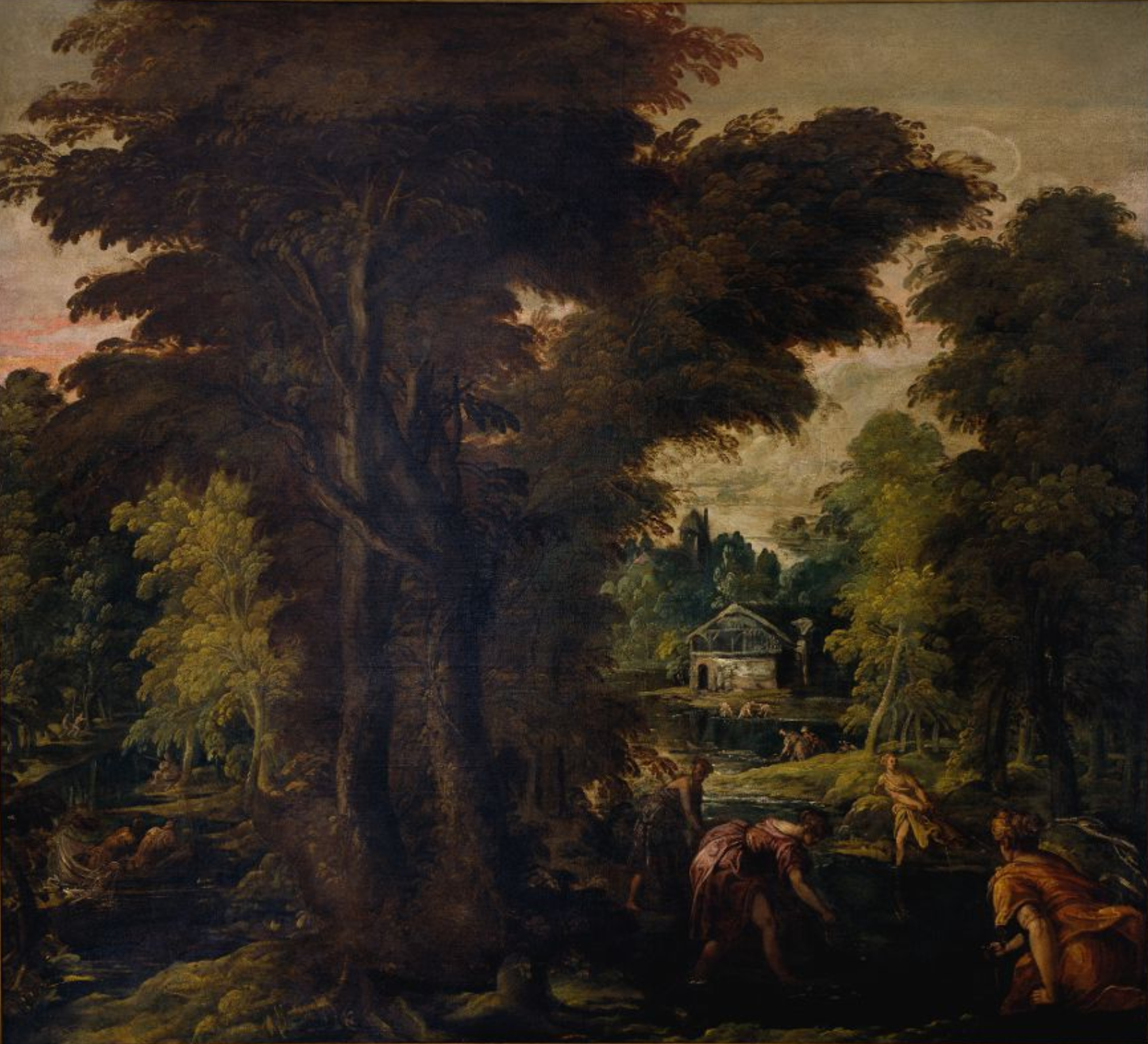
Пейзаж с нимфами, ловящими рыбу. Между 1570 и 1596. Холст, масло. Палаццо Кьерикати, Виченца
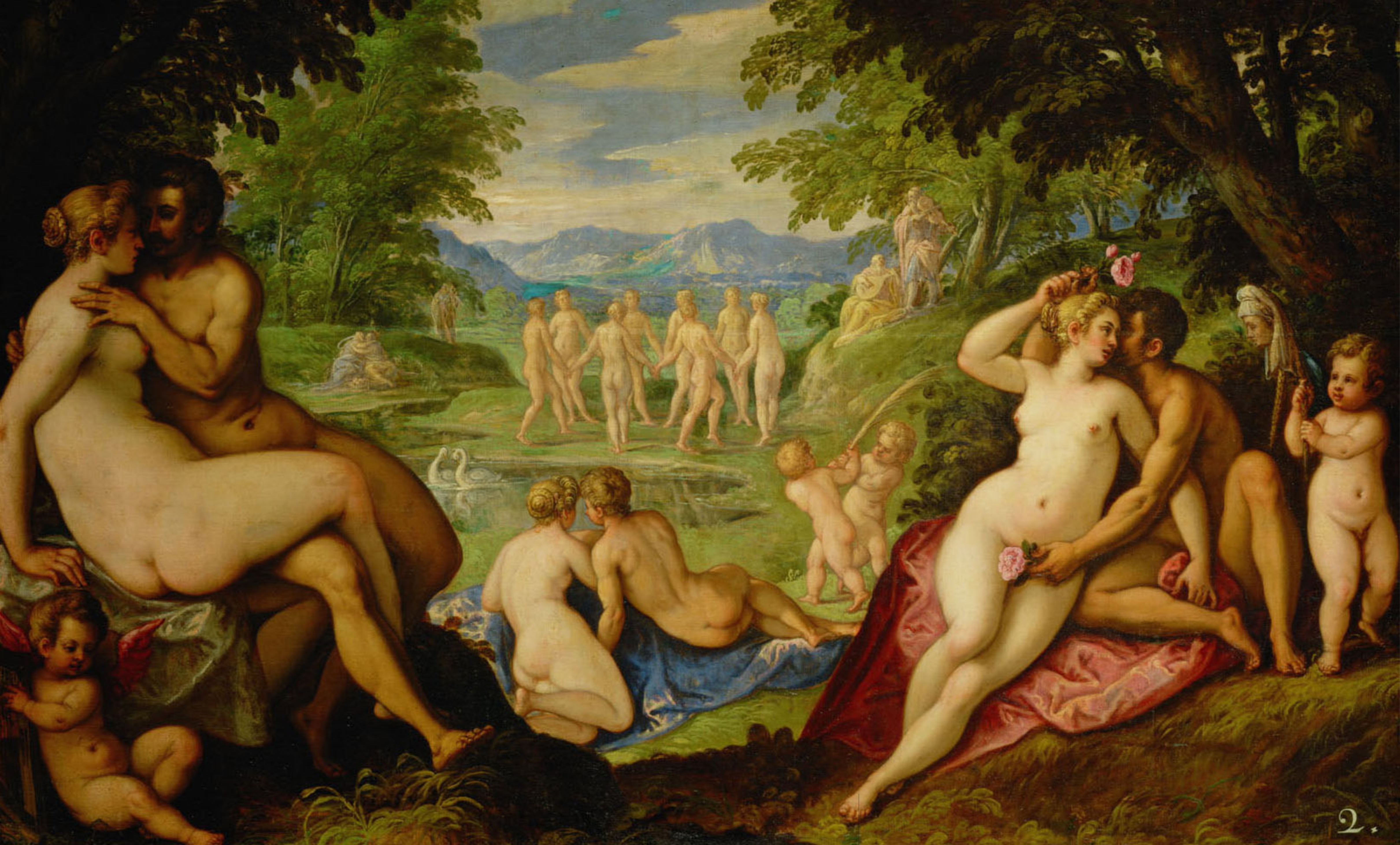
Взаимная любовь (Золотой век). Между 1585 и 1589. Дерево, масло. Музей истории искусств, Вена
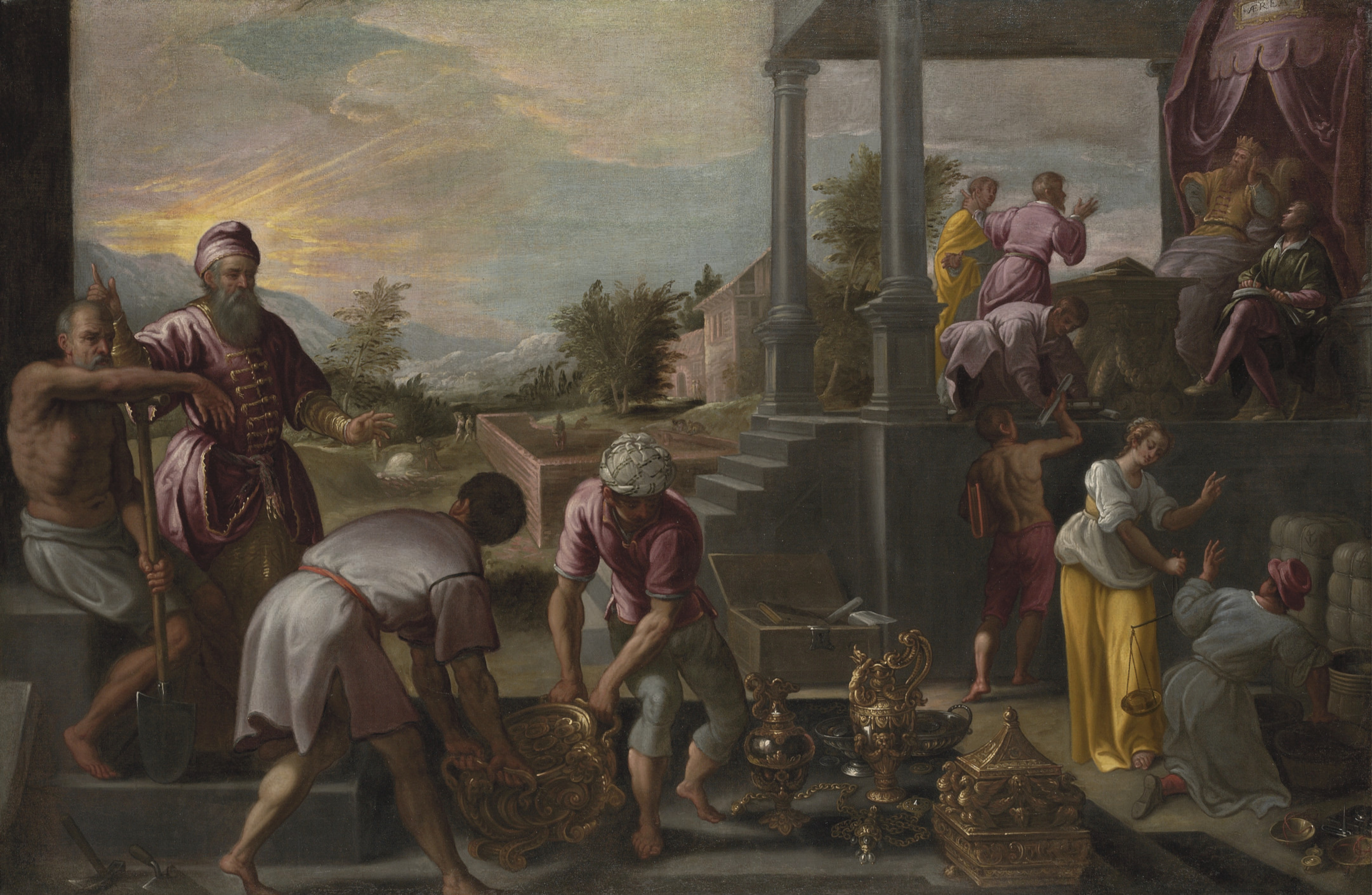
Бронзовый век. Между 1580 и 1596. Дерево, масло. Частное собрание
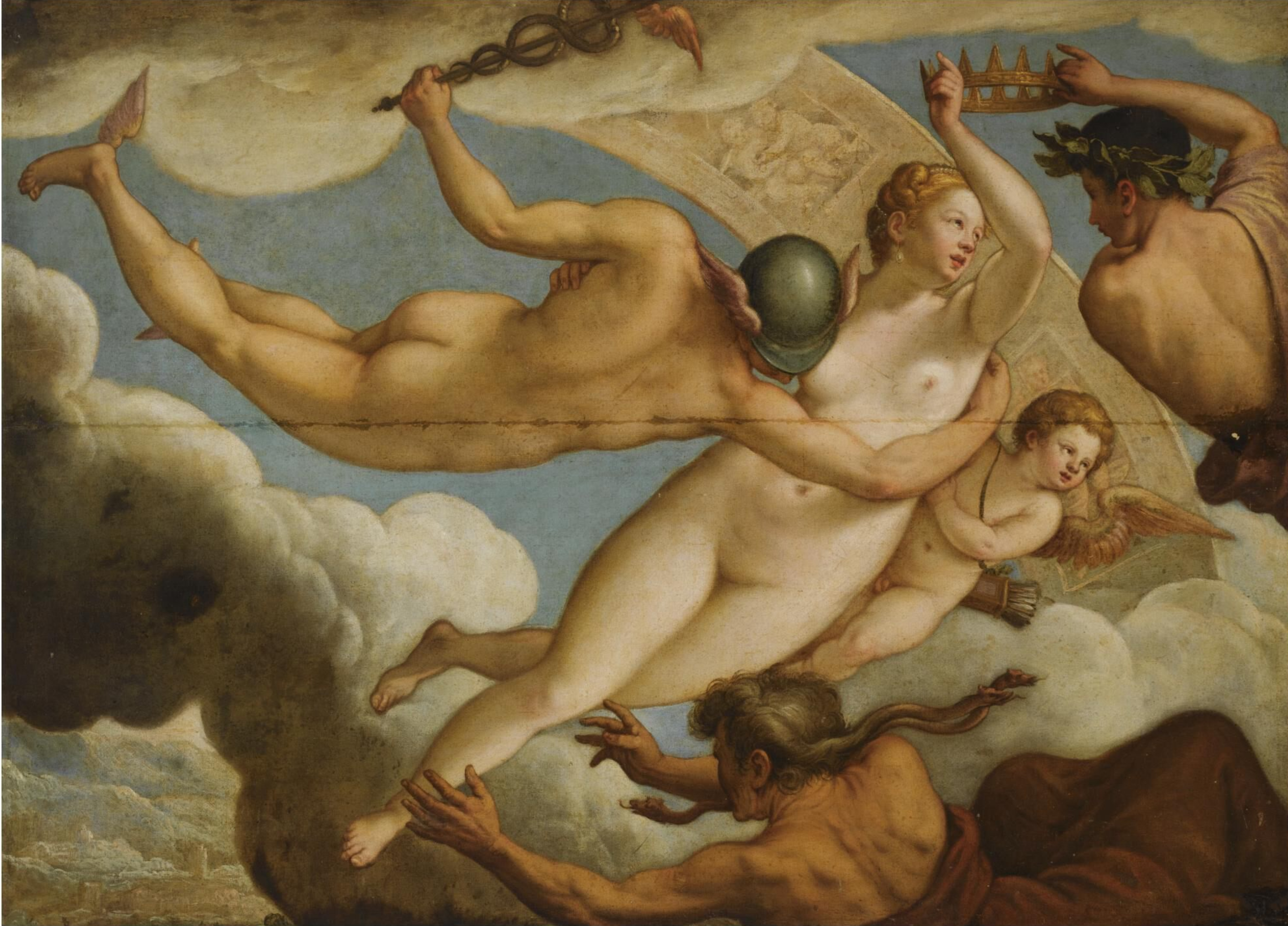
Вознесение Добродетели. Между 1580 и 1596. Холст, масло. Частное собрание
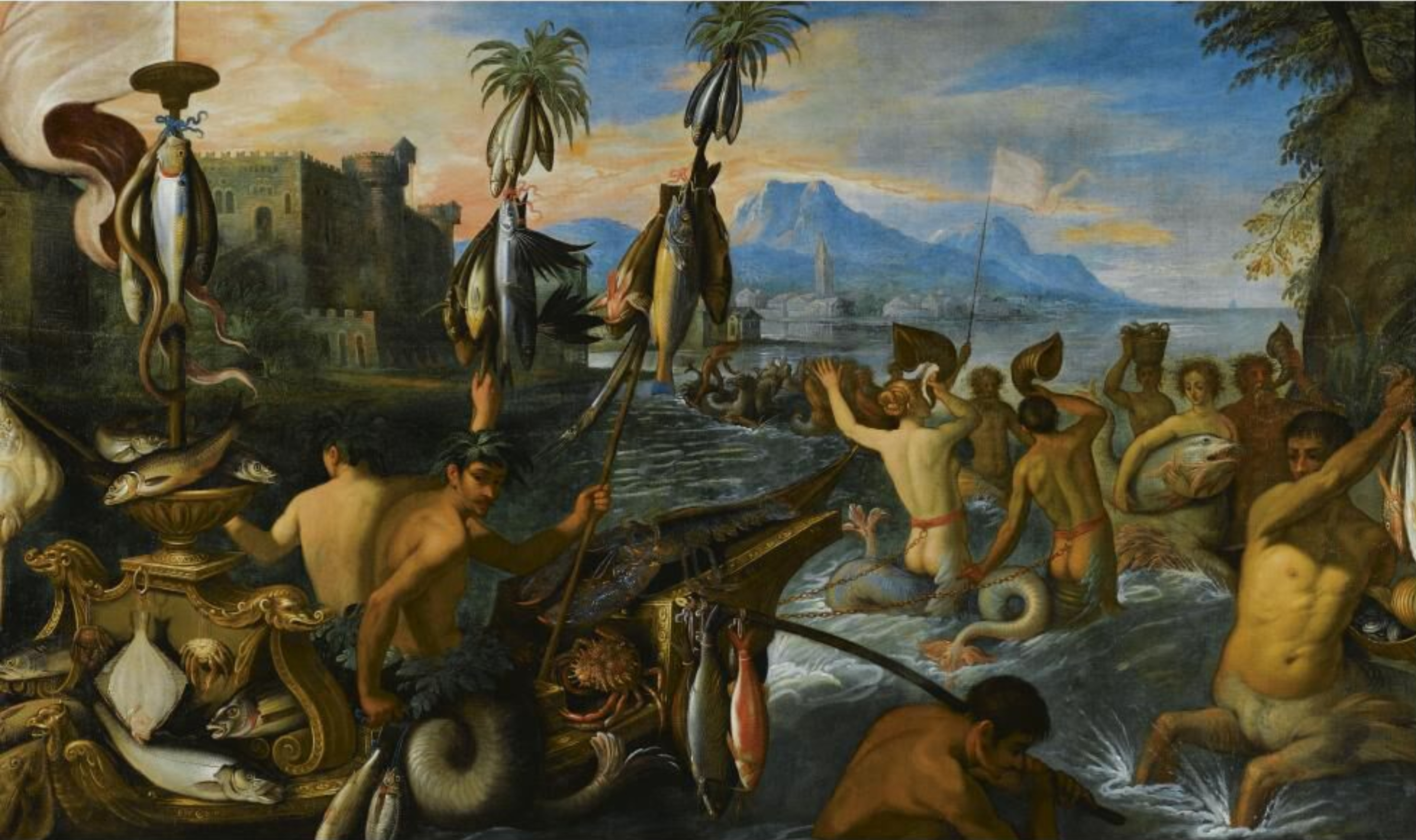
Аллегория воды. Между 1580 и 1596. Холст, масло. Частное собрание
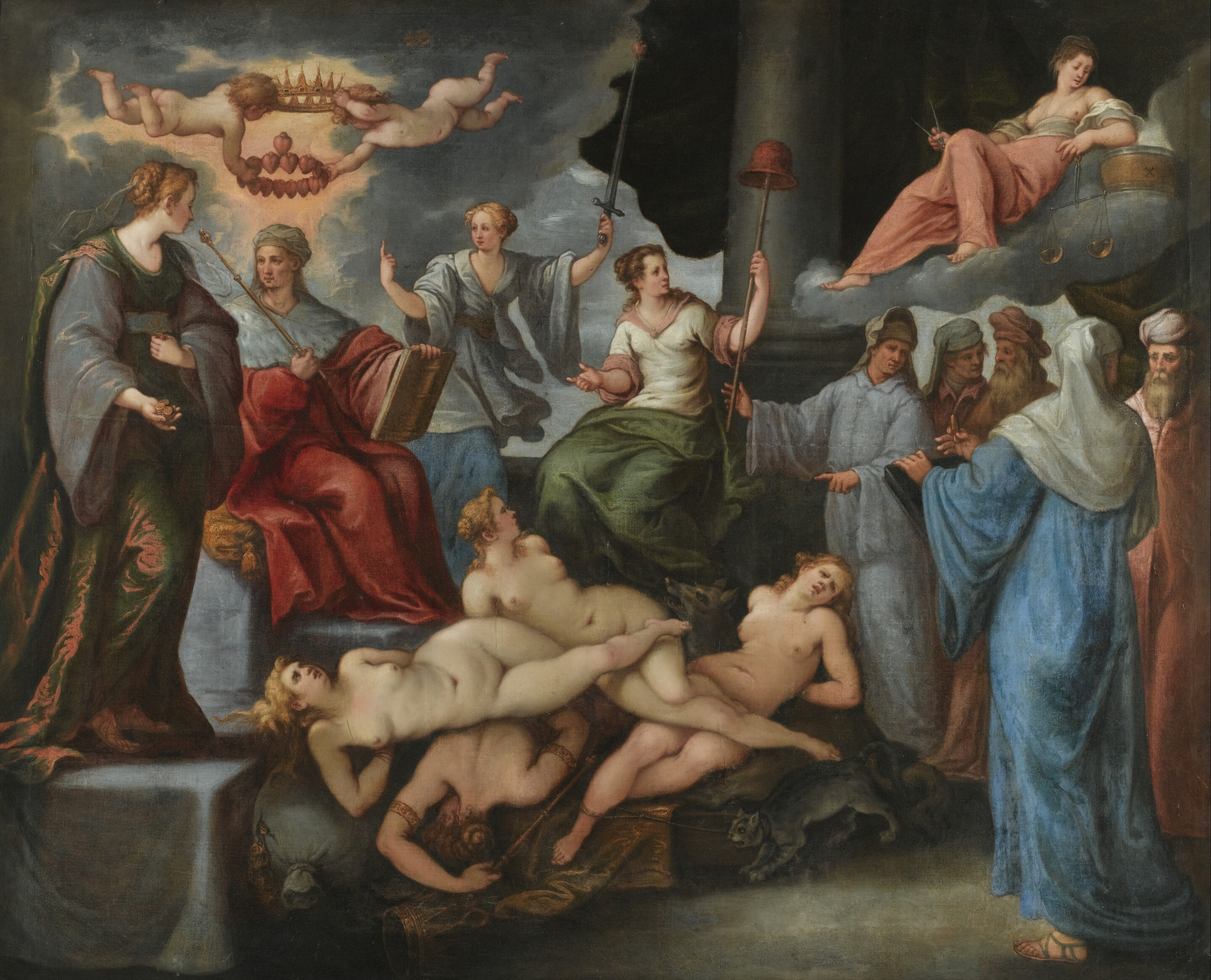
Триумф добродетели над пороками. Ок. 1592. Холст, масло. Частное собрание